# Třída Garcia
Třída Garcia je lodní třída fregat Námořnictva Spojených států amerických. Určena byla především k doprovodu konvojů a boji proti ponorkám. Ve službě nahrazovaly modernizovaná plavidla pocházející z druhé světové války. Původně byly označovány za eskortní torpédoborce a teprve roku 1975 byla jejich klasifikace změněna na fregaty.
V letech 1962–1968 bylo postaveno 10 lodí této třídy, které americké námořnictvo provozovalo v letech 1964–1990. K nim je nutné ještě počítat fregatu USS Glover, která byla postavena k experimentům s pohonným systémem, ale později sloužila jako klasická fregata. Z této třídy byly rovněž odvozeny raketové fregaty třídy Brooke, jež se lišily výzbrojí a skladbou elektroniky.
Jako poslední jednotka třídy Garcia byla v USA dne 18. září 1989 vyřazena fregata USS Albert David , úplně poslední vyřazenou lodí ale byla 15. června 1990 fregata Glover. Fregaty USS Bradley, USS Davidson, USS Sample a Albert David poté získalo brazilské námořnictvo. Fregaty USS O'Callahan, USS Brumby, USS Garcia a USS Koelsch byly v letech 1989–1993 zapůjčeny Pákistánu.

## Stavba
Celkem bylo postaveno 10 fregat této verze, přičemž jedenáctou jednotkou byla cvičná loď Glover. Na stavbě se podílely loděnice Bethlehem Steel v San Francisku, Avondale Shipyard v Bridge City u New Orleans, Defoe Shipbuilding Company v Bay City ve státě Michigan a Lockheed Shipbuilding and Construction Company v Seattlu. Cvičnou loď Glover postavila loděnice Bath Iron Works v Bathu ve státě Maine.
Jednotky třídy Garcia:
| Jméno                          | Loděnice              | Spuštěna          | Vstup do služby    | Status                                                                                              |
| ------------------------------ | --------------------- | ----------------- | ------------------ | --------------------------------------------------------------------------------------------------- |
| USS Garcia (FF-1040)           | Bethlehem Steel       | 31. října 1963    | 21. prosince 1964  | Vyřazena 1988. Zapůjčena Pákistánu jako Saif.                                                       |
| USS Bradley (FF-1041)          | Bethlehem Steel       | 24. března 1964   | 15. května 1965    | Vyřazena 1988. Dne 25. září 1989 získána Brazílií jako Pernambuco (F30), vyřazena.                  |
| USS Edward McDonnell (FF-1043) | Avondale Shipyard     | 15. února 1964    | 15. února 1965     | Vyřazena 1988.                                                                                      |
| USS Brumby (FF-1044)           | Avondale Shipyard     | 6. června 1965    | 5. srpna 1965      | Vyřazena 1989. Zapůjčena Pákistánu jako Harbah.                                                     |
| USS Davidson (FF-1045)         | Avondale Shipyard     | 3. října 1964     | 7. prosince 1965   | Vyřazena 1988. Dne 25. července 1989 získána Brazílií jako Paraiba (F28), vyřazena.                 |
| USS Voge (FF-1047)             | Defoe Shipbuilding    | 4. února 1965     | 25. listopadu 1966 | Vyřazena 1989.                                                                                      |
| USS Sample (FF-1048)           | Lockheed Shipbuilding | 28. dubna 1964    | 23. března 1968    | Vyřazena 1988. Dne 24. srpna 1989 získána Brazílií jako Paraná (F29), vyřazena.                     |
| USS Koelsch (FF-1049)          | Defoe Shipbuilding    | 6. června 1965    | 10. června 1967    | Vyřazena 1989. Zapůjčena Pákistánu jako Siqqat.                                                     |
| USS Albert David (FF-1050)     | Lockheed Shipbuilding | 19. prosince 1964 | 19. října 1968     | Vyřazena 1988. Dne 18. září 1989 získána Brazílií jako Pará (F27), vyřazena.                        |
| USS O'Callahan (FF-1051)       | Defoe Shipbuilding    | 20. října 1965    | 13. července 1968  | Vyřazena 1988. Zapůjčena Pákistánu jako Aslat.                                                      |
| USS Glover (FF-1098)           | Bath Iron Works       | 15. dubna 1965    | 13. listopadu 1965 | Roku 1990 převedena k Military Sealift Command jako loď pro zkoušky sonarů (AGFF-1), vyřazena 1992. |

## Konstrukce

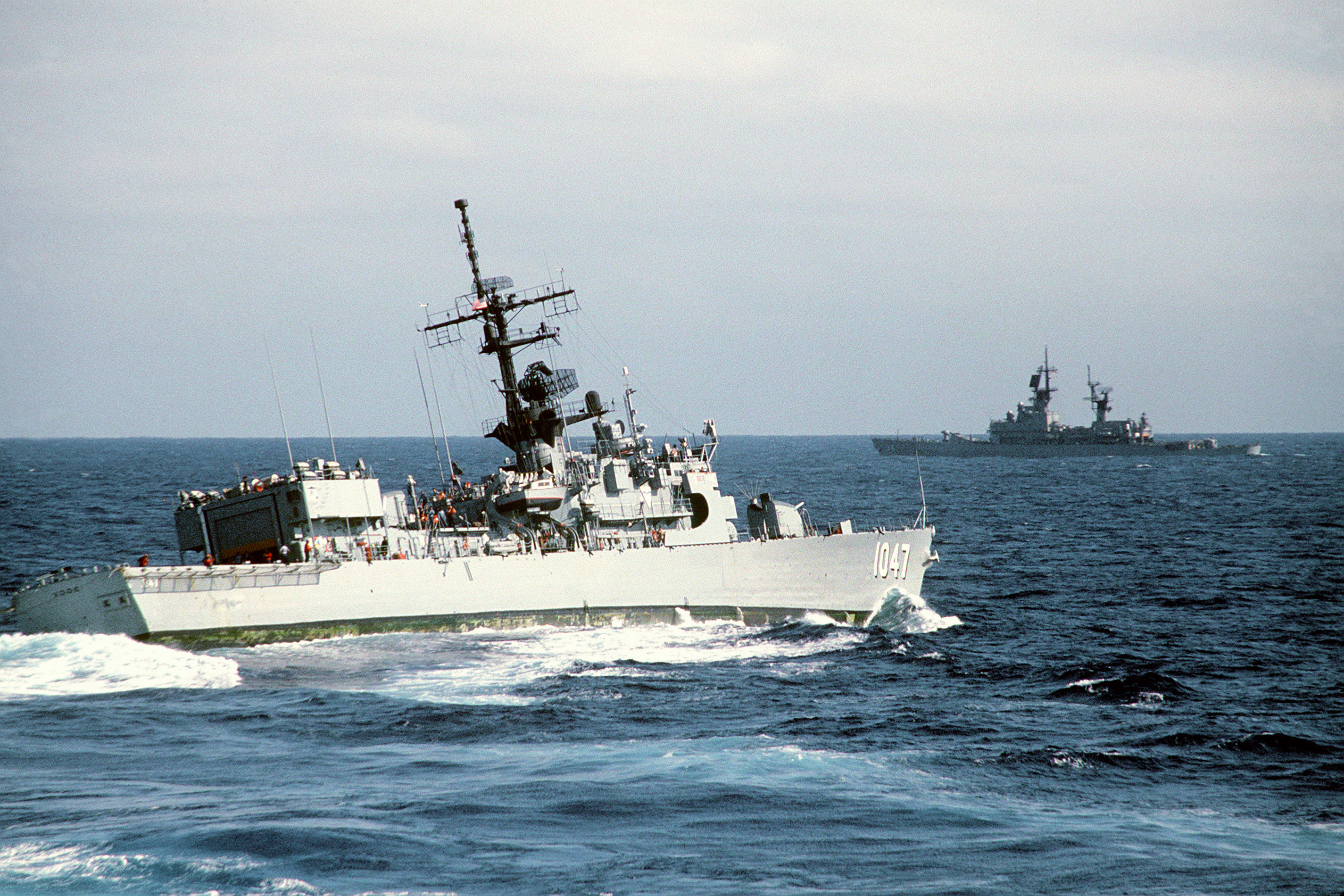
USS Voge (FF-1047)

Výzbroj tvořily dva 127mm kanóny v jednodělových věžích. První věž stála na přídi a druhá na nástavbě mezi hangárem a komínem. Na přídi bylo též osminásobné vypouštěcí zařízení raketových torpéd ASROC (celkem je neseno 16 střel). Dále lodě nesly dva 533mm torpédomety, ze kterých byla odpalována protiponrková torpéda (později je nahradily dva trojité 324mm protiponorkové torpédomety). Z plošiny na zádi mohl operovat bezpilotní protiponorkový vrtulník systému DASH. Ten byl mezi lety 1972–1975 u devíti lodí nahrazen lehkým vrtulníkem Kaman SH-2 Seasprite systému LAMPS I.
Pohonný systém tvořila jedna turbína a dva kotle. Lodní šroub byl jeden. Nejvyšší rychlost dosahovala 27 uzlů.